# Shockwave (Six Flags Great America)
Shockwave in Six Flags Great America (Gurnee, Illinois) war eine Stahlachterbahn vom Modell Custom Looping Coaster des Herstellers Arrow Dynamics, die am 3. Juni 1988 eröffnet wurde. 2002 wurde sie geschlossen, befand sich allerdings noch bis 2004 im Park.
Mit einer Höhe von 52 m und einer Höchstgeschwindigkeit von 105 km/h galt sie zum Zeitpunkt ihrer Eröffnung als die höchste und schnellste Achterbahn weltweit. Mit ihren sieben Inversionen, darunter drei Loopings, einen Batwing und einem doppelten Korkenzieher brach sie den Weltrekord für die meisten Inversionen auf einer Achterbahn, der zuvor Vortex in Kings Island besaß.

## Züge
Shockwave besaß drei Züge mit jeweils sieben Wagen. In jedem Wagen konnten vier Personen (zwei Reihen à zwei Personen) Platz nehmen. Die Fahrgäste mussten mindestens 1,37 m groß sein, um mitfahren zu dürfen. Als Rückhaltesystem kamen Schulterbügel zum Einsatz.

## Probleme mit der Bahn
Im Laufe der Jahre kam es immer wieder zu Problemen mit der Bahn. Auf Grund der Geschwindigkeit und dem Druck im ersten Looping kam es zu einem Bruch der Schiene. Deswegen musste sie regelmäßig untersucht werden, um die Sicherheit zu gewährleisten. Die Räder der Züge hatten einen hohen Verschleiß und mussten häufig gewechselt werden, teilweise auch während des Betriebes, so dass die Bahn für ein paar Minuten geschlossen werden musste, um die Räder auszutauschen. Shockwave erhielt den Ruf einer besonders rauen Fahrt. Die verbauten Schulterbügel verletzten die Schultern und den Oberkörper einiger Fahrgäste. 2002 wurde Shockwave geschlossen um Platz zu schaffen für Superman: Ultimate Flight, die ursprünglich Whizzer ersetzen sollte. Da allerdings Wizzer beliebter war als Shockwave fiel die Entscheidung darauf Whizzer zu behalten und Shockwave zu schließen. Die Bahn wurde hinter dem Park gelagert und zum Verkauf angeboten. Nachdem die Versuche die Bahn zu verkaufen oder in einen anderen Six-Flags-Park zu versetzen versagten, entschloss man sich, die Bahn zu entsorgen.

## Wiederverwertungen
Einige Teile von Shockwave wurden wieder verwendet.
- Der rote Zug kam nach Six Flags Great Adventure für Ersatzteile an der Bahn The Great American Scream Machine.
- Der gelbe und der blaue Zug kamen nach Six Flags Magic Mountain für Ersatzteile an Viper.
- Das Eingangsschild kam in das American Coaster Enthusiast Museum.
- Einige Bolzen wurden bei einer Achterbahntagung versteigert.
- Einige Pfosten befinden sich auf dem Mitarbeiterparkplatz von Great America.
- Der Liftmotor wird bei Demon verwendet.
- Die großen Metalltore vom Eingang wurden schwarz lackiert und können beim Fright Fest als Teil vom Eingang des Seven Sins Cemetery gefunden werden.
- Ein Kompressor und ein Schienenstück werden beim Fright Fest als Requisite verwendet.
- Das Hauptgebäude der Warteschlange wird heute für die Warteschlange von Superman: Ultimate Flight verwendet.